# Картинные камни

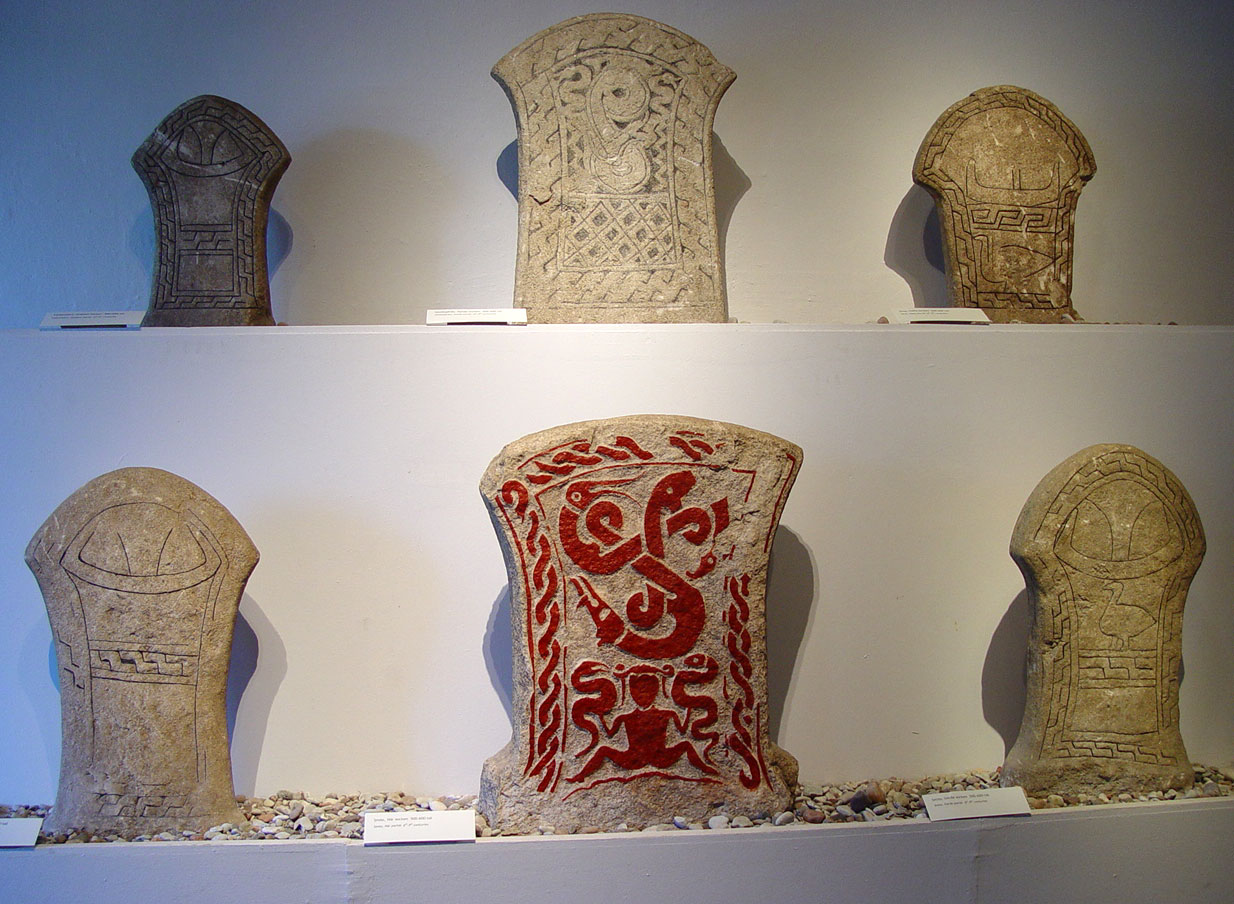
Поминальные камни в краеведческом музее Готланда. В центре внизу — Змеиный ведьмин камень

Поминальные или картинные камни (швед. bildstenar) — отдельно стоящие валуны (как правило, из известняка) с нанесённым на них орнаментом, относящимся к периоду викингов.
Картинные камни отличались от рунических тем, что на них наносились не руны, а изображения наподобие пиктограмм. Подавляющее их большинство находится на островах Готланд и Мэн. Камни, как правило, устанавливались в людных местах (например, у переправ через ручьи), гораздо реже — над захоронениями.
Картинные камни датируются тремя периодами с V по XI века. Истолкование изображений зачастую вызывает сложности. Весьма распространены сцены с изображением возвращающегося с войны всадника, которого встречает дома женщина с рогом в руке. Наиболее крупный из сохранившихся камней (на Готланде) имеет высоту 370 см.

## Примеры
- Стура-Хаммарский камень
- Тёнгельгордский камень